# Xiniu, Guangdong
Xiniu är en köping i sydöstra Kina. Den ligger i Yingde i staden Qingyuan i provinsen Guangdong, omkring 120 kilometer norr om provinshuvudstaden Guangzhou. Antalet invånare är 38 520. Befolkningen består av 18 938 kvinnor och 19 582 män. Barn under 15 år utgör 19,0 %, vuxna 15-64 år 69 %, och äldre över 65 år 10,0 %.